# Astaena schneblei
Astaena schneblei är en skalbaggsart som beskrevs av Frey 1973. Astaena schneblei ingår i släktet Astaena och familjen Melolonthidae. Inga underarter finns listade.